# Helse (Ditmarsken)
 For alternative betydninger, se Helse (flertydig). (Se også artikler, som begynder med Helse)
Helse er en by og kommune i det nordlige Tyskland, beliggende i Amt Marne-Nordsee i den sydvestlige del af Kreis Dithmarschen. Kreis Dithmarschen ligger i den sydvestlige del af delstaten Slesvig-Holsten.

## Geografi
Kommunen ligger i marsken lige nord for Marne. Bundesstraße 5, der her forbinder Marne og Meldorf, går gennem kommunen.
I kommunen ligger landsbyerne og bebyggelserne Darenwurth, Helse, Helserdeich, Hembüttel, Krumwehl, Norderlandsteig, Triangel, Vitt og Zippelkoog.

### Nabokommuner
Nabokommuner er (med uret fra nord) kommunerne Trennewurth, Volsemenhusen, Marne, Marnerdeich og Kronprinzenkoog (alle i Kreis Dithmarschen).